# Велика награда Италије 2008.
Велика награда Италије 2008. године је била трка у светском шампионату Формуле 1 2008. године која се одржала на аутомобилској стази у Монци, 14. септембра 2008. године.
Победник је био Себастијан Фетел, другопласирани Хаики Ковалаинен, док је трку као трећепласирани завршио Роберт Кубица.